# Katharinenkapelle (Klosterlangheim)

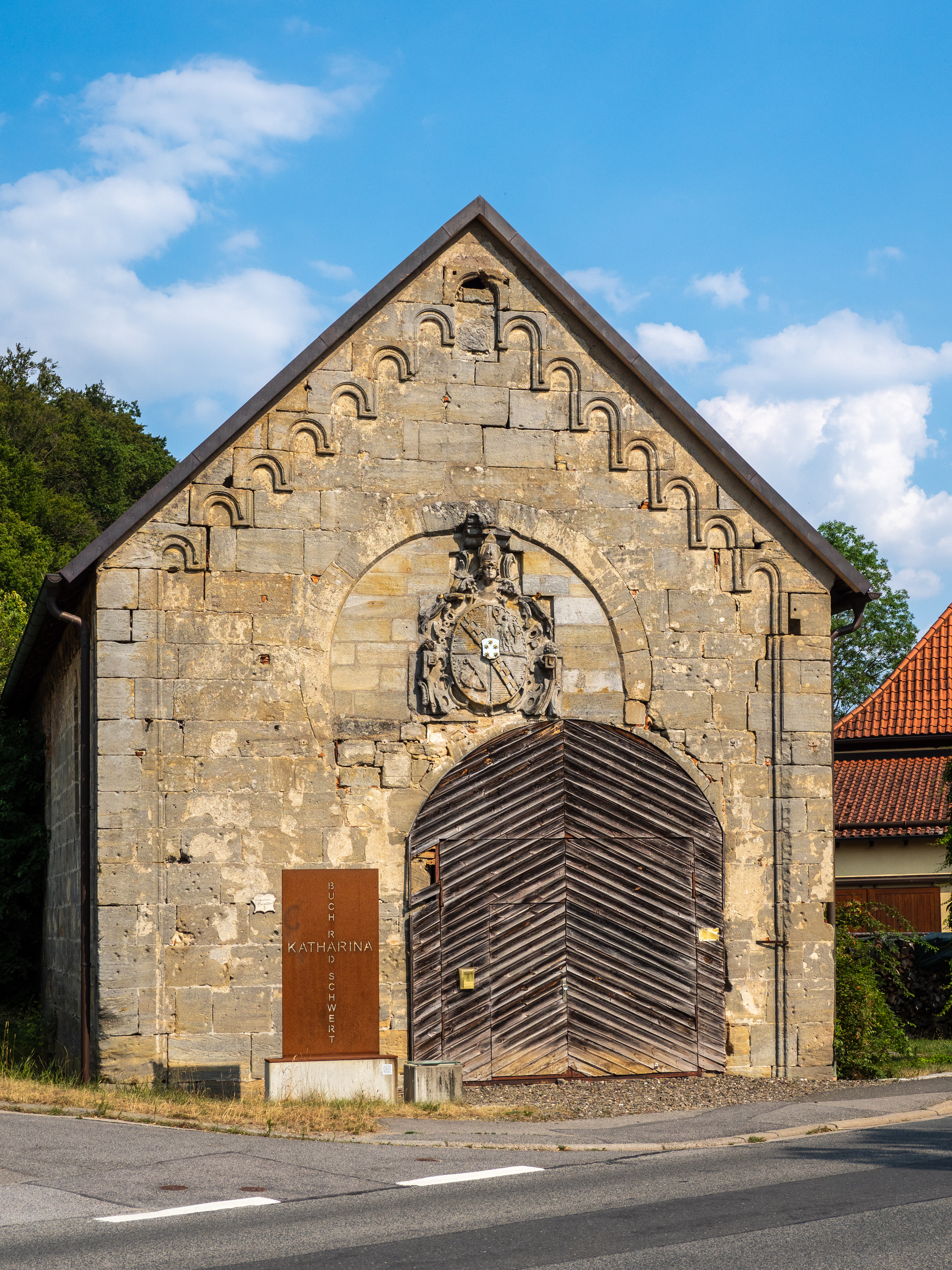
Katharinenkapelle in Klosterlangheim, Westseite

Die ehemalige Katharinenkapelle wurde in der ersten Hälfte des 13. Jahrhunderts errichtet. Die Pfortenkapelle gehörte zum Kloster Langheim, einer aufgelösten Zisterzienser-Abtei im oberfränkischen Klosterlangheim. Die im Zuge der Säkularisation profanierte Kapelle ist das älteste noch bestehende Gebäude des Klosters und steht unter Denkmalschutz.

## Geschichte
Zwischen 1220 und 1240 errichteten Werkmönche die Pforten- oder Leutekapelle in unmittelbarer Nähe des nördlichen Klosterhaupttores. Nach zisterziensischen Regeln durften nämlich weltliche Personen nicht an den Gottesdiensten in der Abteikirche teilnehmen.:S. 56 Das Gotteshaus wurde der heiligen Katharina von Alexandrien gewidmet,:S. 70 weil diese unter anderem als Beschützerin der Familiaren (Mönche und Laienbrüder sowie weltliche Klosterangehörige) galt. Drei der bei den Maurerarbeiten verwendeten Steinmetzzeichen befinden sich auch im Kloster Ebrach. Die Stifter der Errichtung und Ausstattung der Kapelle waren wohl die Herren von Streitberg, die 1237 bis 1247 als Wohltäter genannt wurden. Sie hatten später in dem Kirchlein ihre Begräbnisstätte.:S. 57 Die Pfortenkapellen erhielt Pfarrrechte.
Die folgenden Jahrhunderte überstand die Kapelle ohne größere Schäden. Auch das Feuer, das vom 6. auf 7. Mai 1802 viele Klostergebäude beschädigte oder zerstörte, verschonte die Katharinenkapelle. Nach der Säkularisation 1803 wurde das Gotteshaus an den ehemaligen Klosterschreiner verkauft, der es als Scheune und Werkstatt nutzte. Bis Mitte des 19. Jahrhunderts wurde das Gewölbe ausgeschlagen und die Apsis zerstört. An der Stelle der Apsis wurde das Bauwerk in Richtung Osten rechteckig verlängert,  in die Westfassade wurde ein Rundtor eingebaut.
Am 1. Dezember 1907 brannte die ehemalige Kapelle bis auf die Außenmauern ab. Im Oktober 1908 veräußerte der Eigentümer das Südportal an den gebürtigen Marktzeulner Hans Vogler, einen Charlottenburger Antiquitätenhändler, der es im selben Monat an Wilhelm Bode für das Kaiser-Friedrich-Museum in Berlin weiterverkaufte. Das Portal befindet sich heute in der Skulpturensammlung des Berliner Bode-Museums.
Die ehemalige Kapelle gehört seit 2003 der Stadt Lichtenfels. Das Gebäude soll denkmalgerecht saniert werden.

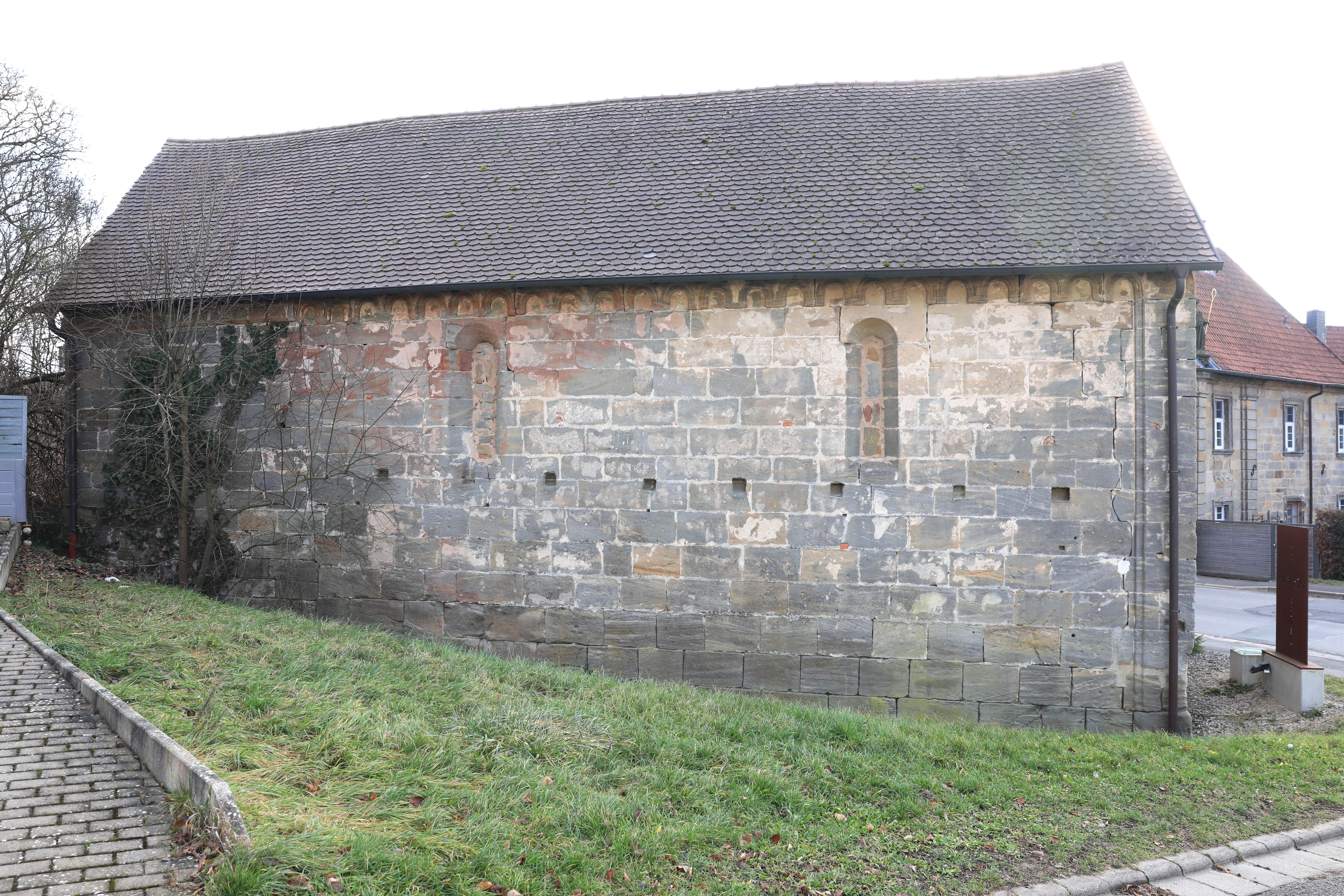
Nordseite
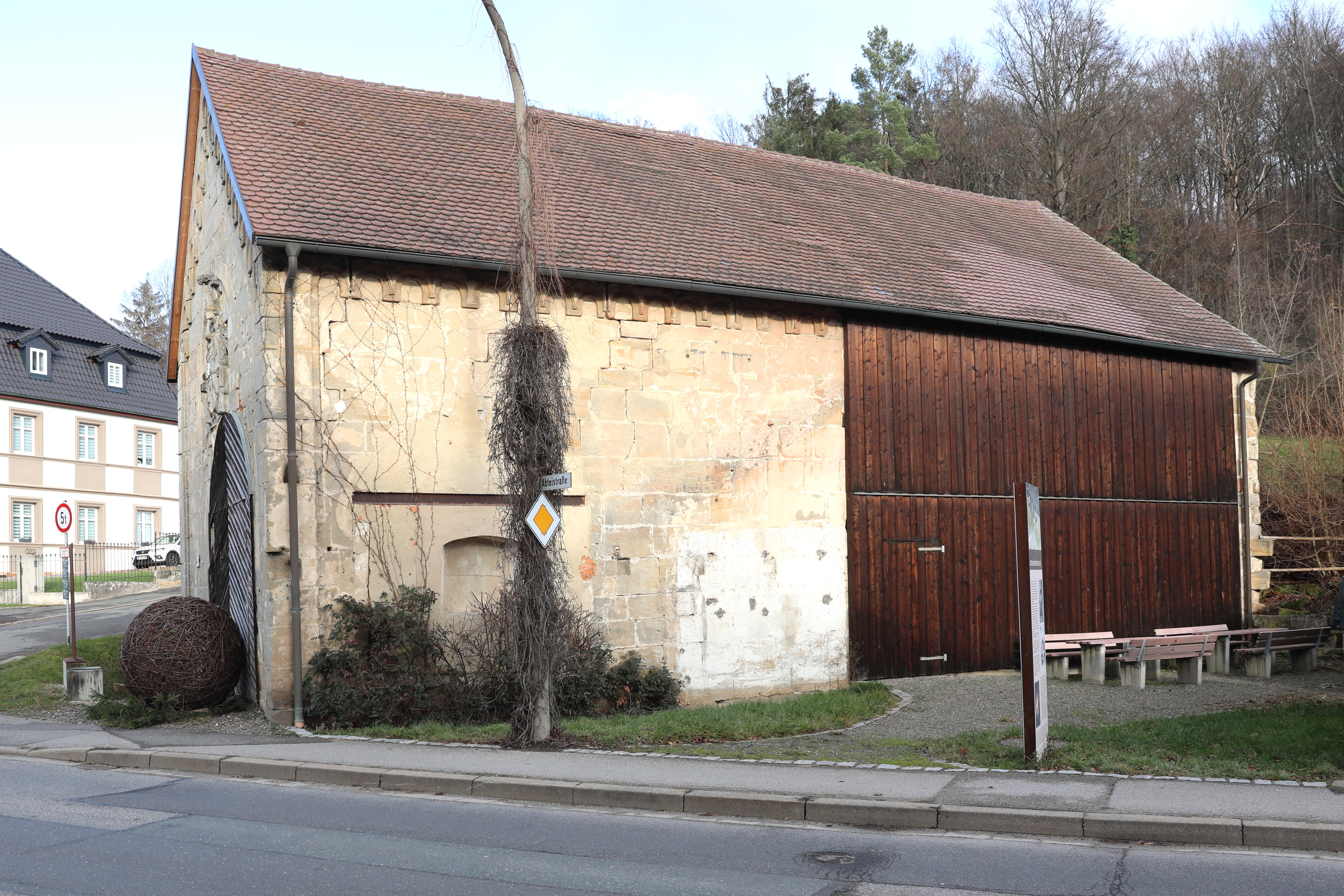
Südseite

## Baubeschreibung
Die Katharinenkapelle befand sich außerhalb des ummauerten Klostergeländes und steht an der Staatsstraße 2203 nach Lichtenfels gelegen.
Die spätromanische Kapelle besaß ursprünglich eine polygonale Apsis und ein einschiffiges Langhaus mit zwei Gewölbejochen. In der Kirchenmitte befand sich ein Dachreiter, ähnlich dem der Ortskirche St. Maria, Petrus und Bernhard. Den Innenraum überspannten zwei gleichgroße Kreuzgewölbe mit der jeweiligen Aufrissfläche von rund 5,0 mal 5,5 Metern.:S. 60 An drei Seiten ist die Fassade des unverputzten Sandsteinquaderbaus unter der Dachtraufe und am Giebel mit einem romanischen, profilierten Rundbogenfries verziert. Ecklisenen sorgen für eine vertikale Gliederung. In der Nordseite wurden zwei etwa zwei Meter hohe, schmale Rundbogenfenster zugemauert.
Das zerstörte und vermauerte Rundfenster in der Westfassade hatte einen Durchmesser von ungefähr 3,4 Metern. Anstelle einer vermuteten Fensterrose wurde dort über einem modernen Tor ein großes Sandsteinrelief aus dem Portal der abgebrochenen Klosterkirche mit dem Amtswappen des vorletzten Zisterzienser-Abtes Johann Nepomuk Pitius vorgeblendet. Das Wappen zeigt einen diagonalen Schachbrettstreifen, den Zisterzienserbalken, das heraldische Zeichen des heiligen Bernhard von Clairvaux. Im oberen rechten Feld befindet sich ein Engel mit einem Lorbeerkranz in der erhobenen Rechten und einem Palmzweig in der erhobenen Linken als Symbol der göttlichen Verkündigung. Im unteren linken Feld bilden zwei überkreuzte Anker ein religiöses Sinnbild der Hoffnung. Die mittig angeordneten fünf Sterne sind das Attribut des heiligen Johannes von Nepomuk.:S. 66

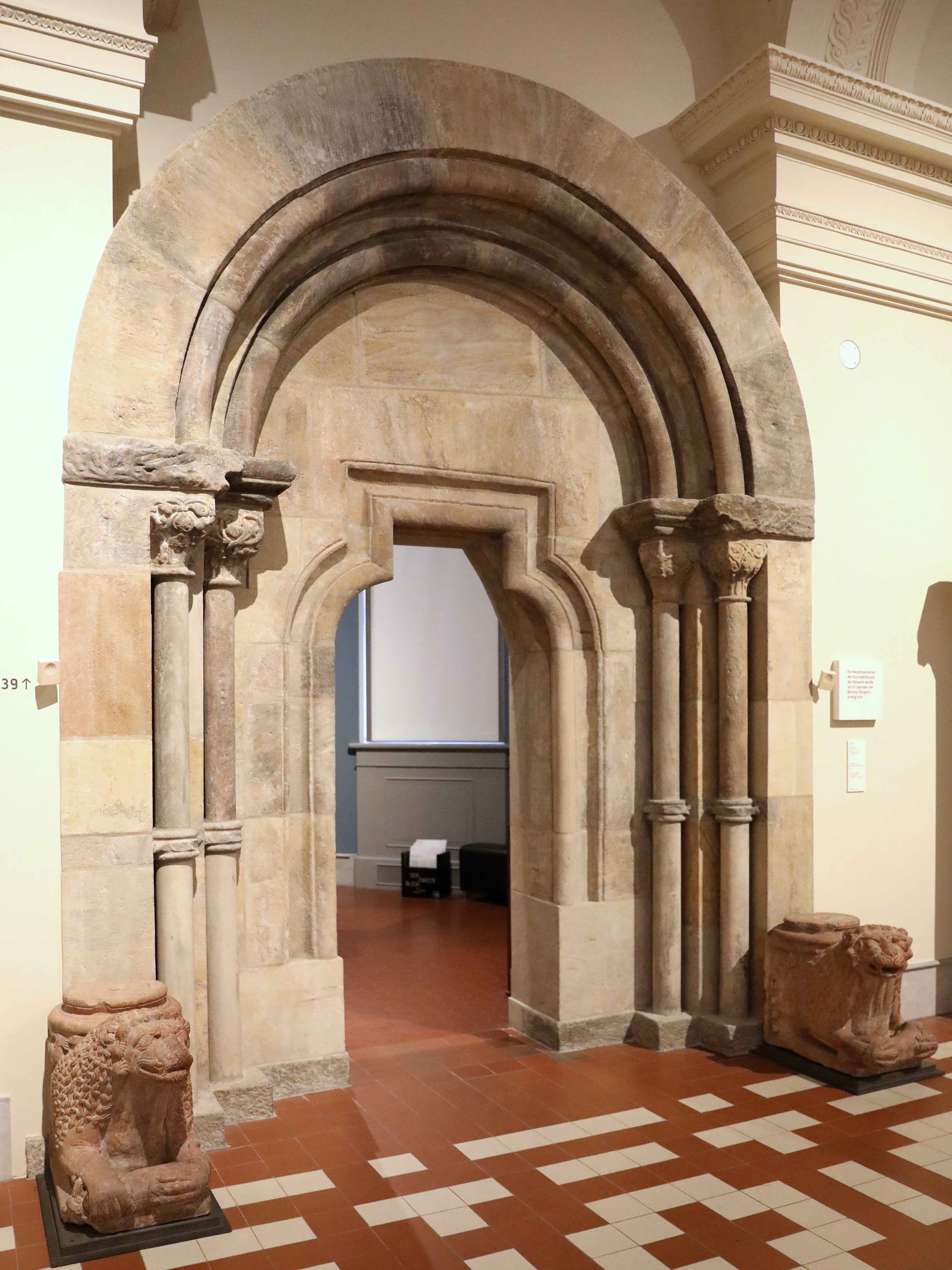
Südportal im Berliner Bode-Museum

In der Südseite befand sich das heute in Berlin stehende rundbogige Säulenportal mit Kragsturz als einziger öffentlicher Zugang zur Kapelle. Es besteht aus doppelt gestuften Laibungen, in die zwei schräg hintereinander versetzte Rundsäulen eingestellt sind. Bis auf einen kleinen Türeinlass ist das romanische Portal vermauert.:S. 63
Die Maße des Portals aus Mainsandstein betragen:
| Gesamthöhe:       | 399 cm |
| Gesamtbreite:     | 325 cm |
| Mauerwerksdicke:  | 60 cm  |
| lichte Türhöhe:   | 182 cm |
| lichte Türbreite: | 111 cm |